# Partidul Democrat Agrar
Partidul Democrat Agrar a fost o formațiune organizată de rezistență antisovietică în zonele rurale  . A activat în anii 1950-1953) sub conducerea lui Simion Zlatan, originar din satul Popenchi, Râbnița, și Vasile Odobescu, originar din satul Cuizăuca, Chiperceni. În 1953 Vasile Odobescu a fost condamnat la moarte, iar colaboratorii Ilarion Tautu și Alexandru Duca au fost condamnați la 25 de ani de închisoare.